# تاگونا، کوئینزلند
تاگونا (به انگلیسی: Thagoona) یک منطقهٔ مسکونی در استرالیا است که در کوئینزلند واقع شده‌است.